# На ночь глядя (телесериал)
«На ночь глядя» (англ. Nightcap) — американский комедийный телесериал, созданный Эли Уэнтуорт, премьера которого состоялась на телеканале Pop 16 ноября 2016 года.
27 октября 2016 года сериал был продлён на второй сезон. Премьера второго сезона состоялась на Pop 7 июня 2017 года.
В конце 2017 года сериал был закрыт после двух сезонов. 

## Сюжет
Сериал рассказывает историю Стейси Коул — перегруженной работой главной помощницы по подбору талантов в вымышленном вечернем ток-шоу с самым высоким рейтингом под названием «На ночь глядя с Джимми», в котором она и её коллеги берут интервью у разных знаменитостей.

## В ролях

### Главные
- Эли Уэнтуорт — Стейси Коул, главный менеджер по подбору актёров в «На ночь глядя с Джимми».
- Лорен Блюменфилд — Пенни Джонс, ассистентка Стейси.
- Дон Фанелли — Тодд Митчелл, лучший друг Джимми и продюсер «На ночь глядя с Джимми».
- Джейсон Тоттенэм — Дэвис Максфилд, руководитель отдела маркетинга, который был нанят телекомпанией.
- Джейкоб Уоллах — Рэнди Вульф, звукорежиссёр «На ночь глядя Джимми».
- Чери Корина Райс — Малик Уокер, популярный публицист.

### Второстепенные
- Джефф Хиллер — Фил Миллер, охранник.
- Полина Поризкова — Ана, персональный стилист Джимми.
- Карл Грегори — Маркус Райс, визажист в «На ночь глядя Джимми».
- Брендан Клиффорд — Грейди Дюпон, личный шеф-повар в «На ночь глядя Джимми».
- Эшли Пак — Оливия Чо, координатор социальных сетей, нанятая Дэвисом.
- Барбара Террелл — Соня Енин, работница реквизиторского отдела.
- Джуди Голд — Деб Хафнер, режиссёр «На ночь глядя Джимми».
- Мехмет Оз — Играет самого себя

## Сезоны
| Сезон | Серии | Серии | Даты показа    | Даты показа     |
| Сезон | Серии | Серии | Первая серия   | Последняя серия |
| ----- | ----- | ----- | -------------- | --------------- |
| 1     | 10    | 10    | 16 ноября 2016 | 11 января 2017  |
| 2     | 10    | 10    | 7 июня 2017    | 2 августа 2017  |

## Эпизоды

### Сезон 1(2016—2017)
| № общий | № в сезоне | Название                                    | Режиссёр      | Автор сценария                              | Дата премьеры   |
| --- | ---------- | ------------------------------------------- | ------------- | ------------------------------------------- | --------------- |
| 1 | 1          | «Няня» «Babymaker»                          | Джонни Милорд | Брендан Клиффорд                            | 16 ноября 2016  |
| Знаменитому публицисту Малику нужно найти суррогатную мать для своих клиентов Келли Рипы и Марка Консуэлоса, и Стейси предлагает эту работу Пенни. Сара Джессика Паркер неожиданно сближается с сотрудницей шоу. |            |                                             |               |                                             |                 |
| 2 | 2          | «Вор из списка "А"» «A-List Thief»          | Джонни Милорд | Брендан Клиффорд                            | 16 ноября 2016  |
| Гвинет Пэлтроу удивляет всех тем, что оказывается серийной воровкой и вообще грязной женщиной, что приводит к конфликту с другим гостем, Джимом Нортоном. Собака Джимми Монти переезжает в офис, и известный дизайнер интерьеров Нейт Беркус приходит, чтобы оформить офис, подходящий для королевской семьи собак.                                |            |                                             |               |                                             |                 |
| 3 | 3          | «Вшивость» «Lice-ism»                       | Джонни Милорд | Брэд Уоллак                                 | 23 ноября 2016  |
| Вупи Голдберг, не подозревающая о нашествии вшей, видит, что у всех дреды, и думает, что персонал — расисты. Приглашённый гость Денис Лири не приходит, потому что заболел, но Стейси это не устраивает. |            |                                             |               |                                             |                 |
| 4 | 4          | «Пушка» «The Cannon»                        | Джонни Милорд | Том Брюнелль, Брэд Уоллак, Эли Уэнтуорт     | 30 ноября 2016  |
| Стейси приходится убеждать Майкла Джей Фокса, который не хочет сниматься в шоу, выстрелить из пушки. Джим Гаффиган делает всё возможное, чтобы продвинуть свой новый энергетический напиток EnerrJesus с помощью шоу. |            |                                             |               |                                             |                 |
| 5 | 5          | «Нежеланный гость» «The Unwanted Guest»     | Джонни Милорд | Брэд Уоллак                                 | 7 декабря 2016  |
| Тодд использует сомнительные методы, чтобы убедить гостью шоу, Дебру Мессинг, снять для него видео в образе «Грейс». Тем временем Тим Ганн приходит в студию и заявляет, что Джимми попросил его прийти на шоу в качестве импровизированного гостя, вынуждая сотрудников балансировать между желаниями Джимми и запланированным гостем — ленивцем. |            |                                             |               |                                             |                 |
| 6 | 6          | «Подлый гость» «Mean Guest»                 | Джонни Милорд | Том Брюнелль                                | 14 декабря 2016 |
| Все в шоу рады видеть Джейсона Биггса, но оказывается, что с прошлого раза он сильно изменился. Бет Остроски привозит котят, чтобы привлечь внимание к усыновлению животных, но один из них пропадает. |            |                                             |               |                                             |                 |
| 7 | 7          | «Похотливый ведущий» «The Horny Host»       | Джонни Милорд | Том Брюнелль                                | 21 декабря 2016 |
| Трансгендерная личность ДжиДжи Горгеус — гостья, и Стейси должна убедить её пойти на свидание с Джимми. Ана рекламирует свою линию косметики и хочет, чтобы Стефани Марч стала её новой моделью, что приводит к неприятным последствиям. |            |                                             |               |                                             |                 |
| 8 | 8          | «СРК-ИГИЛ» «IBS-ISIS»                       | Джонни Милорд | Эли Уэнтуорт                                | 28 декабря 2016 |
| Знаменитый шеф-повар Марио Батали пытается помочь Стейси, которая борется с ужасным приступом синдрома раздражённого кишечника. Джордж Стефанопулос рассказывает Пенни об ИГИЛ — организации, которая, как она опасается, пытается её завербовать.                                                                                                 |            |                                             |               |                                             |                 |
| 9 | 9          | «Финансируйте себя сами» «Go-Fund-Yourself» | Джонни Милорд | Том Брюнелль, Брэд Уоллак, Брендан Клиффорд | 4 января 2017   |
| Джимми запускает кампанию GoFundMe, чтобы снять фильм о себе, а задача Стейси — уговорить Пола Радда, гостя шоу, сыграть «Джимми». Венди Уильямс тоже участвует в шоу и сближается с маловероятным кандидатом из-за своей коллекции париков. |            |                                             |               |                                             |                 |
| 10 | 10         | «Гость в змее» «Guest in a Snake»           | Джонни Милорд | Эли Уэнтуорт                                | 11 января 2017  |
| Стейси проходит собеседование на должность исполнительного продюсера в шоу Венди Уильямс и всерьёз подумывает о том, чтобы уйти из шоу. Маришка Харгитей согласилась, чтобы её съела анаконда в прямом эфире, а Тодд получает возможность снять свой первый фильм с Рози Перес в главной роли — пока в это дело не вмешивается Джоэл Шумахер.      |            |                                             |               |                                             |                 |

### Сезон 2(2017)
| № общий | № в сезоне | Название                                                                | Режиссёр      | Автор сценария            | Дата премьеры  | Зрители в США (млн) |
| --- | ---------- | ----------------------------------------------------------------------- | ------------- | ------------------------- | -------------- | ------------------- |
| 11 | 1          | «Из коробки» «Out of the Box»                                           | Джонни Милорд | Том Брюнелль, Брэд Уоллак | 7 июня 2017    | 0.136               |
| Сотрудники «На ночь глядя» осваиваются в своей новой, а также с неожиданным новым коллегой Дэвисом Максфилдом, которого телеканал отправил на ту же должность, что и Стейси. Дэвис задирает нос, когда говорит Стейси, что она должна уволить Джулианну Маргулис в пользу звезды YouTube. |            |                                                                         |               |                           |                |                     |
| 12 | 2          | «Матч-игра» «Match Game»                                                | Джонни Милорд | Дэвид Бикел               | 7 июня 2017    | 0.136               |
| Алек и Хилария Болдуин изо всех сил стараются проявить сочувствие, когда Стейси рассказывает, что ей удалили небольшую злокачественную родинку. Стейси принимает их доброту за сексуальный интерес и предлагает им заняться сексом втроём. |            |                                                                         |               |                           |                |                     |
| 13 | 3          | «Что бы сделала Стейси?» «What Would Staci Do?»                         | Джонни Милорд | Брендан Клиффорд          | 14 июня 2017   | 0.123               |
| Джуджу Чан снимает скрытой камерой, как Стейси ведёт себя как ужасный человек. Отчаявшись доказать, что она хороший человек, Стейси заходит слишком далеко, когда Брук Шилдс вовлекает её и Келли Разерфорд в опасную игру на выпивание. |            |                                                                         |               |                           |                |                     |
| 14 | 4          | «Одинокая белая Стейси» «Single White Staci»                            | Джонни Милорд | Эли Уэнтуорт              | 21 июня 2017   | 0.103               |
| Джулианна Мур присматривает за Стейси, чтобы подготовиться к роли в независимом фильме. Стейси ведёт себя неестественно и отправляется на неловкое свидание с Донни Дойчем. Тодд советуется с Барбарой Коркоран и доктором Озом по поводу того, чтобы отдать свой жир Джимми для косметической процедуры. |            |                                                                         |               |                           |                |                     |
| 15 | 5          | «Всегда с бородой, никогда без невесты» «Always a Beard, Never a Bride» | Джонни Милорд | Элизабет Роуз Куинн       | 28 июня 2017   | 0.102               |
| Актёр Джесси Тайлер Фергюсон приезжает со своим гуру и вводит персонал в некое подобие культа. Ведущий телешоу Майкл Страхан разочаровывает Дэвиса, когда избегает разговоров о футболе. Стейси и Пенни ссорятся из-за телеведущего Росса Мэтьюза. |            |                                                                         |               |                           |                |                     |
| 16 | 6          | «Кодекс старой девы» «Spinster Code»                                    | Джонни Милорд | Элизабет Роуз Куинн       | 5 июля 2017    | 0.095               |
| Пенни пропала, и Стейси отправляется на её поиски. Дэвис обманом заставляет давнего врага Джимми, Седрика «Развлекателя», появиться в «На ночь глядя». Регулярные гости Рейчел Блум и Голый ковбой делают сложные ставки на то, жива ли Пенни. |            |                                                                         |               |                           |                |                     |
| 17 | 7          | «Шоу какашек» «Poop Show»                                               | Джонни Милорд | Брендан Клиффорд          | 12 июля 2017   | 0.11                |
| Дебра Мессинг приходит в последнюю минуту и слишком близко подходит к Стейси, устраивая для них двоих «девичник» в своей гримёрке. У Дэвиса полно забот с Бренданом Фрейзером, который хочет попробовать себя в музыкальной комедии и дебютировать с очень оскорбительной песней в «На ночь глядя». |            |                                                                         |               |                           |                |                     |
| 18 | 8          | «Воспитывать ребёнка» «Bringing Up Baby»                                | Джонни Милорд | Дэвид Бикел               | 19 июля 2017   | 0.089               |
| Любимый телезрителями папаша Боб Сагет только хочет поговорить о своей одержимости японской коллекционной игрушкой. Кэррот Топ убеждает Тодда извлечь выгоду из неудачного прозвища, которое он получил после оплошности в эфире. |            |                                                                         |               |                           |                |                     |
| 19 | 9          | «Шоу может продолжаться: Часть 1» «The Show Might Go On, Part 1»        | Джонни Милорд | Дэвид Бикел               | 26 июля 2017   | 0.099               |
| 19 | 9          | «Шоу может продолжаться: Часть 2» «The Show Might Go On, Part 2»        | Джонни Милорд | Том Брюнелль, Брэд Уоллак | 2 августа 2017 | 0.072               |
| Персонал в панике из-за закрытия «На ночь глядя», а Стейси ищет следующую работу, предлагая гостю Джей Джей Абрамсу фильм с «настоящей звёздной силой». Пенни умоляет Стейси попытаться спасти шоу, используя её единственную суперспособность — приглашать знаменитостей. Стейси доказывает, что это правда, предлагая Рейчел Рэй в качестве новой привлекательной возлюбленной для жаждущей славы Кристи, и даже больше, когда появляется Марк Хэмилл, чтобы обсудить новый фильм Джей Джея. |            |                                                                         |               |                           |                |                     |

## Критика
Роберт Ллойд из Los Angeles Times дал сериалу неоднозначную оценку, охарактеризовав его как «небрежную, милую ерунду, в которой персонажи иногда подчиняются остротам».
Соня Сарайя из Variety назвала сериал «лёгкой, полезной и чрезвычайно увлекательной комедией».